# Ортакшыл (Атырауская область)
Ортакшыл (каз. Ортақшыл) — село в Махамбетском районе Атырауской области Казахстана. Административный центр Есбольского сельского округа. Код КАТО — 235643100.

## Население
В 1999 году население села составляло 1403 человека (698 мужчин и 705 женщин). По данным переписи 2009 года, в селе проживали 1322 человека (681 мужчина и 641 женщина).

## Достопримечательности
В 4 км к северо-востоку от села расположен историко-архитектурный комплекс «Алтын».